# Хадауей
Нестър Александър Хадауей (на английски: Nestor Alexander Haddaway), по-известен като Хадауей (на английски: Haddaway) е денс-певец от Тринидад и Тобаго, роден на 9 януари 1965 г.
Той е един от ярките представители на характерния за началото на 1990-те години музикален стил Евроденс. Най-известните хитове на Хадауей са „What Is Love“ („Какво е любовта“), „Life“ („Живот“) и „Fly Away“ („Отлети надалеч“). От 1993 г. до днес той е продал общо 28 милиона копия от своите албуми и сингли.

## Дискография

### Албуми
- „The Album“ – 1993 г.
- „The Drive“ – 1995 г.
- „Let's Do It Now“ – 1998 г.
- „All The Best: His Greatest Hits“ – 1999 г.
- „My Face“ – 2001 г.
- „Love Makes“ – 2002 г.
- „Pop Splits“ – 2005 г.
- „Crucified“ – 2008 г.

### Сингли
- „What Is Love“ - 1993 г.
- „Life“ – 1993 г.
- „I Miss You“ – 1993 г.
- „Rock My Heart“ – 1994 г.
- „Fly Away“ – 1995 г.
- „Catch A Fire“ – 1995 г.
- „Lover Be Thy Name“ – 1995 г.
- „What About Me“ – 1997 г.
- „Who Do You Love“ – 1998 г.
- „You're Taking My Heart“ – 1998 г.
- „Deep“ – 2001 г.
- „Love Makes“ – 2002 г.
- „What Is Love Reloaded“ – 2003 г.
- „Spaceman“ – 2005 г.
- „Missionary Man“ – 2005 г.
- „Follow Me“ – 2007 г.
- „I Love the 90s“ (заедно с Dr Alban) - 2007 г.